# NGC 1998
NGC 1998 ist eine linsenförmige Galaxie vom Hubble-Typ S0 im Sternbild Maler am Südsternhimmel. Sie ist schätzungsweise 194 Millionen Lichtjahre von der Milchstraße entfernt.
Das Objekt wurde am 28. Dezember 1834 von John Herschel entdeckt.